# Evangelista Azzi
Evangelista Azzi (Parma, 2 gennaio 1793 – Parma, 15 maggio 1848) è stato un cartografo italiano che ha lavorato nel Ducato di Parma Piacenza e Guastalla durante il governo di Maria Luigia.
Dopo una breve carriera militare, si è formato presso l'Istituto Geografico Militare austriaco a Milano, dove ha contribuito alla realizzazione della Carta topografica dei Ducati di Parma Piacenza e Guastalla (1828).
Tornato a Parma, fu incaricato di realizzare la Pianta della Città di Parma (1829), che fu dedicata al nuovo primo ministro, Joseph von Werklein. Di questa pianta Evangelista Azzi realizzò altre due edizioni, nel 1837 e nel 1847, che mostrano su carta le trasformazioni urbane volute da Maria Luigia. Per la bontà dell'opera, la Pianta di Evangelista Azzi divenne ben presto l'immagine ufficiale della città e fu utilizzata in più occasioni come carta di riferimento per la realizzazione di altre carte o di guide turistiche della città.
Nel 1831, mentre era a Berceto per la realizzazione della Strada della Cisa, fu arrestato come rivoltoso, ma ben presto scarcerato.
Egli disegnò anche la Pianta della Città di Piacenza (1833, incisa nel 1834) e la Pianta della Città di Guastalla (1832). Tutte e tre le piante furono incise e stampate nello Studio di Paolo Toschi.
Una volta andato in pensione, fu maestro di disegno per la scuola dei cadetti militari e fu incaricato di realizzare carte geografiche ad uso degli studenti delle scuole parmensi.
Il Magistero degli studi gli diede l'incarico di realizzare un Atlante cartografico che potesse affiancare il Compendio di Geografia, un libro di testo scolastico privo di immagini. Egli realizzo l'Atlante in dieci tavole. La prima edizione era in due volume, uno pubblicato nel 1836 e l'altro nel 1837; la seconda edizione fu pubblicata in un unico volume nel 1837. Entrambe le edizioni furono stampate dalla Tipografia ducale di Parma.
Oltre all'Atlante per la scuola, Evangelista Azzi pensò di realizzare un trittico di carte murali di grandi dimensioni da appendere alle pareti delle aule scolastiche e che potessero guidare gli studenti durante le lezioni di Geografia. Il cartografo aveva l'intenzione di realizzare un Mappamondo, una carta dell'Europa e una dell'Italia. Egli realizzò solamente il Mappamondo (1838) in due emisferi (Orientale e Occidentale), ciascuno delle dimensioni di circa due metri di diametro. Si trattava di un'opera di natura enciclopedica che raccoglieva la summa delle conoscenze dell'epoca. Per realizzarlo ebbe modo di confrontarsi con i massimi geografi italiani dell'epoca, tra cui Adriano Balbi, suo maestro e mentore, e Attilio Zuccagni Orlandini, con i quali intratteneva una fitta corrispondenza.
Il Mappamondo ebbe un discreto successo e fu riedito nel 1856 e nel 1873 da Francesco Vallardi che lo pubblicò nel suo "Atlante d'Italia" in fascicoli.
Evangelista Azzi morì a Parma all'età di 53 anni il 15 maggio 1848, pochi mesi dopo la morte della Duchessa Maria Luigia.
Sebbene la sua fortuna scemò subito dopo la sua morte, le sue opere ebbero una certa risonanza. Egli aveva saputo intessere una forte rete di relazione con numerosi uomini politici e di cultura parmensi, come Macedonio Melloni, Angelo Pezzana, Michele Lopez, Luigi Sanvitale. Per quanto riguarda l'estero, egli strinse rapporti con Adriano Balbi, Attilio Zuccagni Orlandini, Giovan Pietro Vieusseux e Giuseppe Carandini.
A Luigi Sanvitale dedicò una "Pianta del porto de La Valletta a Malta", in occasione della sua nomina a Cavaliere dell'Ordine di Malta (1843-44). La carta, uno dei pochi esemplari manoscritti di Evangelista Azzi, è oggi conservata nella collezione privata di Joseph Schirò a Malta.
Per quanto riguarda i legami famigliari, suo fratello Luigi fu pittore e agì nel suo stesso contesto culturale. Non è certa la parentela con il pittore Giovanni Azzi, autore degli affreschi del Teatro ducale di Parma. Tra i suoi discendenti sembra esserci l'attore americano Russel Crowe che vanta ascendenze a Parma e ad Ascoli Piceno.